# Месник (новела)
«Ме́сник» (фр. Le Vengeur) — новела французького письменника Гі де Мопассана, видана в 1883 році. Сюжет твору розповідає про невгасиму злостивість щасливо одруженого чоловіка, яку долає звістка про давній перелюб, який зачіпає і його теперішні права. У новелі висміяне лицемірство: втіха від чужого горя доти вабить героя, доки він не усвідомлює, що і сам є такою ж жертвою.

## Історія
Вперше ця новела була надрукована в газеті «Gil Blas» 6 листопада 1883 року. Пізніше Гі де Мопассан включив цей твір до збірки «Носій», що побачила світ у 1900 році. Крім того, сюжет новели майже дослівно був використаний Мопассаном у 1885 році при написанні роману «Любий друг», в якому він змінив лише імена головних героїв. Український переклад «Месника» здійснив Іван Рильський. В його перекладі новелу опублікували у видавництві «Дніпро» двічі: у восьмитомному зібранні творів Гі де Мопассана (1969—1972) і двотомному виданні вибраних творів письменника (1990).

## Сюжет
Антуан Лейє одружився із удовою свого шкільного товариша пана Сурі, якого вважав нездарою ще від початку знайомства. Правда, на рахунку Сурі була одна беззаперечна перемога — він узяв за дружину Матільду, в яку Антуан був палко закоханий. Заздрісному товаришеві залишалось тільки мріяти про подружню зраду, але пані Сурі рішуче поклала край цим сподіванням. Однак все змінилося після передчасної смерті пана Сурі, тепер шлях для Антуана був вільний і він став законним чоловіком так давно уподобаної їм жінки.
Втім, родинне щастя затьмарює згадка про покійника, який неначе стоїть на перешкоді задоволенню Лейє і постійно нагадує, що він таки на цьому ліжку був перший. Антуан зловтішається з невдахи, розпитуючи жінку про найінтимніші подробиці її життя з першим чоловіком, його вади і слабкості. На ідею фікс перетворюється в Антуана бажання почути зізнання Матільди в перелюбі по відношенню до Сурі. І він таки отримує його… Вмить ситуація змінюється і Лейє усвідомлює, що дружина відмовляла в перелюбі лише йому, але мала іншого коханця (тобто невисоко цінує його чоловічі якості) і що вона здатна зрадити ще раз. Тепер сімейному щастю у подружжі Лейє вже не бути.